# Casinò (film)
Casinò (Casino) è un film del 1995 diretto da Martin Scorsese e interpretato da Robert De Niro, Sharon Stone e Joe Pesci. Il film è ispirato al libro dello stesso anno di Nicholas Pileggi Casino: Love and Honor in Las Vegas, che dettaglia le attività criminali dei mafiosi statunitensi Frank "Lefty" Rosenthal e Anthony "The Ant" Spilotro nel mondo dei casinò della Las Vegas degli anni ottanta. 
Viene spesso considerato la terza parte di una trilogia del regista sulla mafia, iniziata nel 1973 con Mean Streets - Domenica in chiesa, lunedì all'inferno e proseguita nel 1990 con Quei bravi ragazzi, quest'ultimo scritto sempre con la collaborazione di Pileggi.
Per la sua interpretazione, Stone venne candidata all'Oscar e vinse il Golden Globe per la migliore attrice in un film drammatico, mentre Scorsese ottenne una candidatura a quello per il miglior regista.

## Trama
Sam Rothstein è soprannominato Asso, perché molto bravo con le scommesse, e lavora alle direttive della Chicago Outfit, capeggiata dal boss Remo Gaggi. Grazie alle sue scommesse fortunate, Asso rende ricca la famiglia di Remo, che per premiarlo gli affida la gestione di un casinò appena aperto a Las Vegas, il Tangiers. A controllare Rothstein viene mandato un suo amico d'infanzia, Nicky Santoro, per assicurarsi che nessuno manchi di rispetto ad Asso e, di conseguenza, alla famiglia. Rothstein rappresenta il capo del casinò effettivo, mentre il proprietario fittizio è Phillip Green, che rende conto al sindacalista Andy Stone, che si occupa dei soldi per conto di Remo Gaggi ed i boss di Detroit, Cleveland e Kansas City.
Asso non possiede una licenza di gestore di casinò, ma ne ha le redini comunque, grazie ad un piano ben congegnato dai mafiosi, che sfruttano la burocrazia della Contea di Las Vegas. Sotto la guida di Rothstein, il casinò raddoppia gli incassi e inizia ad ospitare personalità politiche di spicco, blandite dall'astuzia di Rothstein e del direttore del casinò Billy Sherbert. Tra i tanti clienti presenti al casinò, Sam nota l'attraente Ginger McKenna, di cui subito si innamora. In breve Asso inizia a sfruttarla per spolpare i clienti più danarosi. Ginger è però anche nel giro della droga e della prostituzione insieme al suo protettore Lester Diamond, che le procura clienti all'interno del casinò.
Intanto Nicky arriva in città per controllare più direttamente Asso. Quest'ultimo non vorrebbe, perché conosce bene i metodi duri e poco ortodossi di Nicky e si spaventa delle conseguenze che questi potrebbero avere nel panorama di una città come Las Vegas. Nicky si introduce infatti perfettamente nella società, iniziando a farsi notare all'interno del casinò e buttando fuori tutti gli imbroglioni e i bari. Gli affari vanno ora a gonfie vele e Sam chiede a Ginger di sposarlo. Lei, inizialmente titubante, si lascia convincere. Ginger e Sam si sposano, e hanno una figlia, Amy. Lo stesso giorno delle nozze però Ginger chiama Lester, il suo protettore. Scoperta da Sam, Ginger gli garantisce che è l'ultima volta che lo sente. Per evitare che la moglie rimanga senza soldi nel caso in cui finisse in carcere, Asso lascia 2 milioni di dollari e vari gioielli in una cassetta di sicurezza a Los Angeles, e ne dà la chiave alla moglie, l'unica persona autorizzata ad aprirla.
Per aumentare gli introiti del casinò, Asso apre una sezione scommesse: in questa maniera, raggiunge presto la vetta, divenendo il numero uno di Las Vegas. Nel frattempo Nicky inizia ad infiltrare alcuni dei suoi scagnozzi nel casinò. Uno dei suoi uomini, dopo essersi comportato male per aver messo i piedi sul tavolo da gioco viene buttato fuori e picchiato dagli uomini della sicurezza del casinò: Sam comincia quindi a manifestare il suo disagio nei confronti dei metodi di Nicky e dei suoi uomini. A causa di essi, Nicky entra presto nel mirino dei poliziotti. Sam, invece, entra in un prestigioso circolo di uomini d'affari, il Vegas Valley Country Club.
Data la sua pessima condotta, Nicky riceve una lettera da parte della Contea, che gli intima di non entrare più in alcun casinò; in caso contrario, verrà arrestato e i casinò saranno multati di centomila dollari. A questo punto, l'unica chance di Nicky è quella di iniziare a fare veramente a modo suo: chiama suo fratello Dominick e comincia a compiere furti di portata sempre più ingente: case, gioiellerie, banche. L'avvocato di Asso consiglia a Nicky di creare delle attività legali per dimostrare al governo da dove vengano tutti i soldi che guadagna: il mafioso segue il consiglio e apre così un ristorante ed una gioielleria. In questa maniera, riesce a mandare una parte del ricavato sempre maggiore ai capi di Chicago, che lo spalleggiano. Apprezzato ed onorato, Nicky diventa il boss di Las Vegas. Allo stesso tempo, Asso inizia la sua parabola discendente. Un giorno licenzia un suo dipendente per incapacità, pur sapendo che questi è il cognato del commissario della Contea, Webb. Nonostante le pressioni, Sam non fa riassumere il ragazzo.
Ginger intanto è sempre più lontana da Sam, schiava della cocaina e dell'alcool. Inizia a confidarsi con Nicky, che da un lato è violentemente attratto dalla donna e dall'altro cerca di proteggere il suo amico. Sam, tornato a casa dopo l'incontro con Webb, nota Ginger distesa sul letto, drogata di farmaci, che inizia a protestare dicendo a Sam che egli non può impedirle di vedere Lester. Ai mafiosi iniziano ad arrivare sempre meno soldi, a causa dei collaboratori di John Nance, socio di Rothstein, che durante la scrematura rubano soldi in quantità sempre maggiori. Contemporaneamente Phil Green ha dei problemi con Anna Scott, una sua collaboratrice di vecchia data, che lo cita in giudizio per avere una fetta della torta.
Di fronte alla richiesta del giudice, Green è costretto a mostrare al dipartimento finanziario da dove vengano i suoi soldi: questo metterebbe alla luce del sole il giro di soldi dei mafiosi che va avanti da anni e questi decidono di chiudere il caso, facendo uccidere la Scott da Nicky. In seguito all'omicidio, la polizia punta gli occhi su Green e di conseguenza su Sam, del quale si scopre che è sprovvisto della licenza per gestire un casinò. Asso dunque non può più lavorare all'interno del Tangiers. Ben presto le peggiori preoccupazioni di Asso iniziano a concretizzarsi, quando Nicky, senza il permesso dei capi, inizia ad eliminare tutti i propri avversari. La stampa lo accusa degli omicidi, ma non viene arrestato perché non lascia mai alcun testimone.
I federali cominciano a spiare con una certa frequenza Nicky, che, per confonderli, acquista strumenti tecnologici per lo spionaggio molto sofisticati e inizia a controllarli a sua volta. Nicky, avendo attirato su di sé le attenzioni dei federali, coinvolge forzatamente anche Asso. Durante una delle sue udienze, Sam non viene nemmeno ascoltato e la licenza non gli viene concessa. Per continuare a lavorare all'interno del casinò, Sam decide di iniziare a condurre uno show televisivo, registrato all'interno del Tangiers. I suoi capi non vedono però la cosa di buon occhio: Remo Gaggi decide di inviare Andy Stone ad avvertire Asso, che però è convinto che in realtà il suo unico problema sia Nicky. Il giorno dopo, parla con lui in mezzo al deserto fuori Las Vegas, ma senza risultati.
Durante uno sfogo con la sua famiglia, Artie Piscano, un viceboss di Kansas City, fa i nomi di tutti i responsabili della scrematura, rendendoli così noti ai federali che erano in ascolto grazie a delle microspie. Nel frattempo Nicky si irrita, non sopportando il fatto che Asso abbia convocato Gaggi e i suoi uomini e non lui. Ginger va a parlare con Nicky; si sfoga delle prepotenze del marito e pratica una fellatio a Nicky. Quando i due escono dal rifugio, vengono fotografati dai federali, che stanno spiando tutte le mosse del mafioso. Il fatto che Nicky frequenti la moglie di Asso inizia ad insospettire i boss di Detroit. Remo Gaggi ne parla con Frank Marino, braccio destro di Nicky, consigliandogli molta cautela. Nel frattempo, la sua banda, alle prese con la cocaina e l'alcool, si comporta sempre più stupidamente.
Un giorno Ginger, ormai fuori controllo per la sua tossicodipendenza, arriva a legare la figlia al letto per andare a fare sesso con Nicky in una stanza d'albergo. Dopo averlo scoperto Sam la butta fuori di casa lasciandola senza soldi, ma la mattina dopo Ginger ritorna e, in preda all'alcol e alla droga, inizia a fare una scenata pretendendo la chiave della cassetta di sicurezza di Los Angeles, dove sono custoditi i soldi; dopo averla presa, Ginger viene arrestata dall'FBI per favoreggiamento ma, ormai, l'FBI ha tutte le tessere del mosaico in mano e in breve tempo arresta tutti. Artie Piscano muore stroncato da un infarto quando viene arrestato, gli altri mafiosi vengono processati con un rischio dai 25 anni di reclusione all'ergastolo.
Proprio durante la pausa di un'udienza, i mafiosi decidono di uccidere i responsabili e i possibili testimoni. Andy Stone è il primo a morire, segue John Nance, fuggito in Costa Rica, e quindi tutti gli altri, compreso Phil Green. Nicky, pensando che la morte di questi sia stata ordinata da Asso, gli piazza una bomba nell'auto: Sam però riesce a salvarsi poiché la sua auto era costruita con una placca di metallo sotto il sedile, che lo protegge dall'esplosione. Ginger, persi tutti i soldi a causa di droga e papponi, muore di overdose in un motel di Los Angeles. Nicky e suo fratello Dominick vengono massacrati a colpi di mazza, dato che la bomba non era stata autorizzata, e seppelliti ancora vivi da Frank Marino e i suoi uomini in un campo di mais. A Sam viene affidato un compito diverso: ritornare a puntare scommesse per la famiglia a San Diego, continuando a far uso del suo incredibile talento.

## Produzione

### Sceneggiatura
La sceneggiatura del film è il frutto di una intensa collaborazione tra Nicholas Pileggi e Martin Scorsese: entrambi avevano voglia di scrivere qualcosa su Las Vegas, la mafia ed il denaro. L'occasione per Pileggi arrivò quando i boss di Chicago e Milwaukee vennero processati per la scrematura di un casinò a Las Vegas: «Era fantastico. Mi ci buttai a capofitto» - asserì in seguito Pileggi, entusiasta della storia e dei molteplici spunti che aveva: mafia, denaro, imbrogli. Il passo successivo dello scrittore fu quello di illustrare ai capi della Universal il progetto ambientato nella Las Vegas anni settanta. La Universal accettò, anche perché Scorsese doveva un film alla casa di produzione, con la quale aveva già girato L'ultima tentazione di Cristo e L'età dell'innocenza.
Scorsese era in un certo senso "obbligato" a girare il film, ma venne spronato dalla sceneggiatura di Pileggi, con cui aveva lavorato in Quei bravi ragazzi. La Universal venne particolarmente attratta dal progetto, che sembrava un Quei bravi ragazzi su scala nazionale, un sequel indiretto, come poi riconfermò lo stesso Scorsese.
I primi problemi nella stesura dello script sorsero quando i protagonisti reali si rifiutarono di collaborare con Pileggi: tra questi anche lo stesso Frank Rosenthal, il cui alter ego altri non è che Sam Rothstein. Quando, nel maggio 1994 iniziò a girare la voce sul film di Scorsese, con Robert De Niro, lo stesso Rosenthal si precipitò a chiamare Pileggi, chiedendogli se si avesse intenzione di girare un film basato sui suoi problemi con la mafia a Las Vegas. Avendo avuta confermata la notizia secondo cui De Niro avrebbe interpretato un personaggio a lui ispirato, dopo un colloquio con l'attore stesso, Rosenthal accettò di collaborare.
Con Rosenthal al lavoro sul progetto, in pochi mesi vennero ottenute tutte quelle informazioni prima precluse, anche solamente «in cambio di incontrare De Niro, Joe Pesci, la Stone o Scorsese».
Barbara De Fina disse che le lavorazioni di Quei bravi ragazzi e Casinò furono molto diverse, poiché Quei bravi ragazzi veniva adattato da un romanzo già finito, mentre Casinò era in fase di scrittura proprio mentre Scorsese lavorava alla sceneggiatura. Pileggi propose diverse strutture narrative al regista, elencandogli tutti i particolari che gli erano venuti in mente, cosicché Scorsese potesse iniziare a rielaborare in immagini quelle scene, cercando le prime location.
Proprio a causa di questa assenza di struttura narrativa basilare, secondo Pileggi, il libro scorre in maniera più lineare e cronologica, mentre il film segue una trama aggrovigliata, con diversi punti di vista e livelli di lettura.
Scorsese disse, a proposito della sceneggiatura: «Si basa su battute estemporanee, gente che racconta storie, parte per la tangente, fa digressioni. Ma si tratta di fare digressioni per poi tornare alla storia, montare tutto in modo veloce per riportare tutto al racconto. È uno stile che io e Nick avevamo iniziato con "Quei bravi ragazzi" e che qui abbiamo portato alle estreme conseguenze».
Come in Quei bravi ragazzi, in Casinò è di fondamentale importanza la voce fuoricampo. L'uso della voce fuori campo venne in mente a Pileggi dopo che, durante un colloquio con un boss di Chicago, rimase positivamente colpito e divertito dall'accento e dalle frasi che questo riusciva ad inventare al momento, unendo ironia e humor nero. Dopo il primo colloquio portò sempre con sé un registratore portatile, per far capire a Scorsese che tipo di voce fuori campo servisse alla narrazione ed ai ritmi di Casinò.
L'unica battuta in fuori campo che non viene recitata da De Niro e Pesci è quella pronunciata da Frank Vincent, tuttavia importante ai fini della narrazione e dello sviluppo dell'intera storia. Alla fine, lo script venne letto ed autorizzato da Rosenthal.
Finita la sceneggiatura, a fianco di Scorsese, Pileggi corse ad ultimare il libro, Casino: Love and Honor in Las Vegas, che doveva uscire prima della pellicola.

### Cast

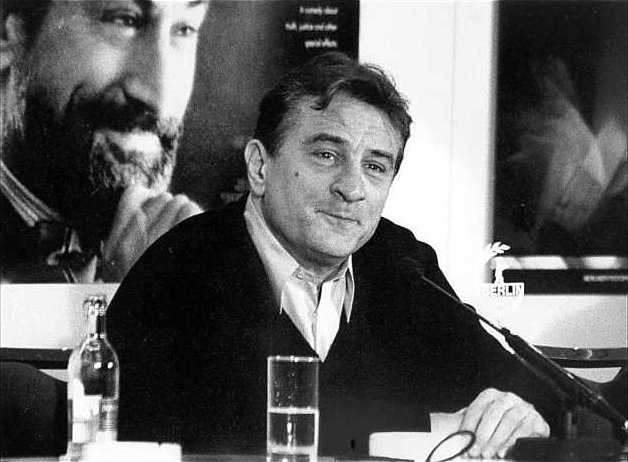
Conferenza stampa di presentazione per Robert De Niro, interprete di Sam "Asso" Rothstein

Il cast del film vede Robert De Niro, Joe Pesci e Sharon Stone come protagonisti, tutti affiancati da una schiera di attori più o meno noti. Richiamando Pesci e De Niro, con Scorsese alla regia, si ricreava la squadra vincente (senza Ray Liotta) che era riuscita a trasporre sul grande schermo il mondo mafioso in Quei bravi ragazzi. La cosa era favorevole, poiché i rapporti tra gli attori erano già ben consolidati:
Per calarsi di più nel ruolo di Sam Rothstein, personaggio modellato sul vero Frank Rosenthal, De Niro lo incontrò. «È sempre più interessante incontrare la persona reale. Anche se la storia è romanzata, quella persona ti fornisce gli spunti, sebbene poi tu debba cambiarli per questioni legali o altro, ma puoi sempre sfruttarli in altro modo», disse De Niro circa il suo incontro con l'imprenditore. Dopo il primo incontro, De Niro sentì svariate volte Rosenthal al telefono e lo incontrò, insieme a Scorsese, per un paio di scene fondamentali: quella dell'esplosione della propria auto e quella del pestaggio di Lester Diamond.

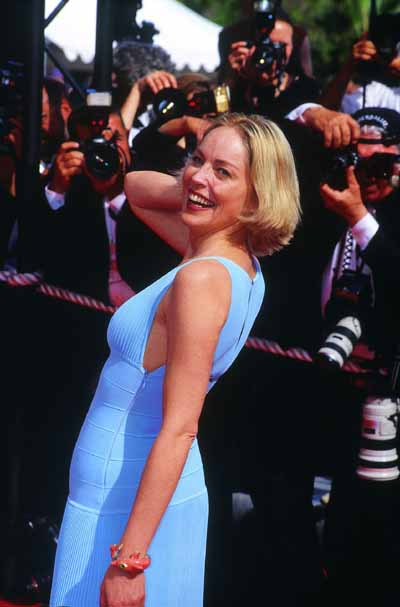
Sharon Stone interpreta Ginger McKenna

In questo trio già ben collaudato doveva per forza inserirsi il personaggio femminile di Ginger, che, a detta di poliziotti, mafiosi e dei giocatori d'azzardo, era bellissima e furbissima. La partecipazione di Sharon Stone per il ruolo di Ginger non fu cosa facile: il primo incontro con Scorsese sfumò per ragioni sconosciute, al secondo incontro il regista non si presentò a causa di un guasto al treno con il quale stava arrivando. La Stone capì erroneamente che Scorsese non la volesse provinare e cercasse delle giustificazioni, quindi, quando Ellen Lewis la chiamò per una terza audizione, rifiutò. Fu il regista stesso che, venuto a sapere che la Stone stava cenando in un ristorante vicino, corse a chiederle di partecipare al film. Dopo un colloquio, la Stone accettò di fare un provino per la parte assegnatale. L'attrice non ebbe notizie per mesi, sino a quando, un giorno, la Universal non la chiamò, comunicandole che Scorsese e De Niro tornavano in California e volevano rivederla. Nonostante le paure dell'attrice, Scorsese era rimasto colpito dall'audizione, sapendo tuttavia che questa si era trattenuta temendo di apparire troppo brutale.
Una volta entrata a far parte del cast, la Stone chiese a Scorsese di essere duro con lei e di fare uscire il suo lato nascosto, dato che ormai la gente la credeva ancorata al personaggio di Basic Instinct. All'attrice stessa venne lasciato molto spazio per creare il suo personaggio: l'idea del cambio drastico di look nella seconda parte della pellicola venne deciso dalla Stone, la quale, per quella sequenza, aveva pensato: «[Ginger] dovrebbe tagliare i capelli e farsi delle tette da sballo». Scorsese accettò la sua proposta, che in breve tempo si procurò delle protesi e girò la scena, ottenendo l'effetto voluto. La Stone venne messa a suo agio sul set anche da De Niro, che la consigliava e la aiutava, conoscendo già Scorsese. Una delle scene più difficili da girare con la Stone, a detta del regista, fu quella in cui Ginger rivela a Sam di avere una relazione con un altro uomo. Scorsese, invece, la aiutò per la scena in cui Ginger chiama Sam dalla cabina telefonica di Beverly Hills, tanto che in seguito la Stone dirà che «Scorsese è la persona più squisita con cui lavorare».
Joe Pesci tornava a lavorare con Scorsese dopo aver partecipato ai suoi Toro scatenato e Quei bravi ragazzi. Anche in questo film, Pesci rappresenta il personaggio più insensibile e violento.

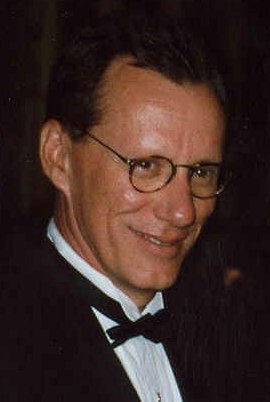
James Woods interpreta Lester Diamond

Un'altra novità per Scorsese fu James Woods, che accettò di partecipare alla pellicola data la sua precedente collaborazione con Sharon Stone, nel 1994, in Lo specialista e quella con De Niro, nel 1984, in C'era una volta in America di Sergio Leone.
Frank Vincent, che nel film interpreta Frank Marino, disse che il recitare in un film di Scorsese fu la spinta più importante per la sua carriera. Il personaggio di Marino era basato su Frank Cullotta, che faceva da consulente tecnico per il film, dato che era passato sotto l'ala difensiva della protezione testimoni, ma aveva assistito ai fatti che venivano narrati. Per ricambiarlo della consulenza, Scorsese gli diede una parte alla fine della pellicola. Nella scena dell'omicidio di Alan King, Cullotta spiegava all'attore come si uccideva tra i mafiosi, ma - una volta terminata la scena - non si mostrò soddisfatto. Perciò, Scorsese decise di mettere da parte l'attore e fare sparare Cullotta.
Numerosi sono inoltre i comici statunitensi che recitano nella pellicola: King, Dick Smothers, Don Rickles ed altri. In particolare, Rickles aveva recitato in due soli film drammatici. Casinò vide Rickles per la prima volta in un ruolo totalmente drammatico. L.Q. Jones partecipò alla pellicola nel ruolo di Pat Webb, poiché era uno degli attori preferiti di Scorsese. Fu molto importante anche l'aiuto di Catherine Scorsese, la madre del regista, e di Vinny Vella, un caratterista italoamericano. Per la scena in cui Vella si lamenta ed inizia ad imprecare, Scorsese disse a sua madre di reagire spontaneamente alle imprecazioni dell'attore. La responsabile del casting Ellen Lewis aiutò il regista a trovare tutte le comparse e i personaggi secondari del film: molti dei mafiosi sono dunque reali, così come i poliziotti ed i croupier.

### Regia

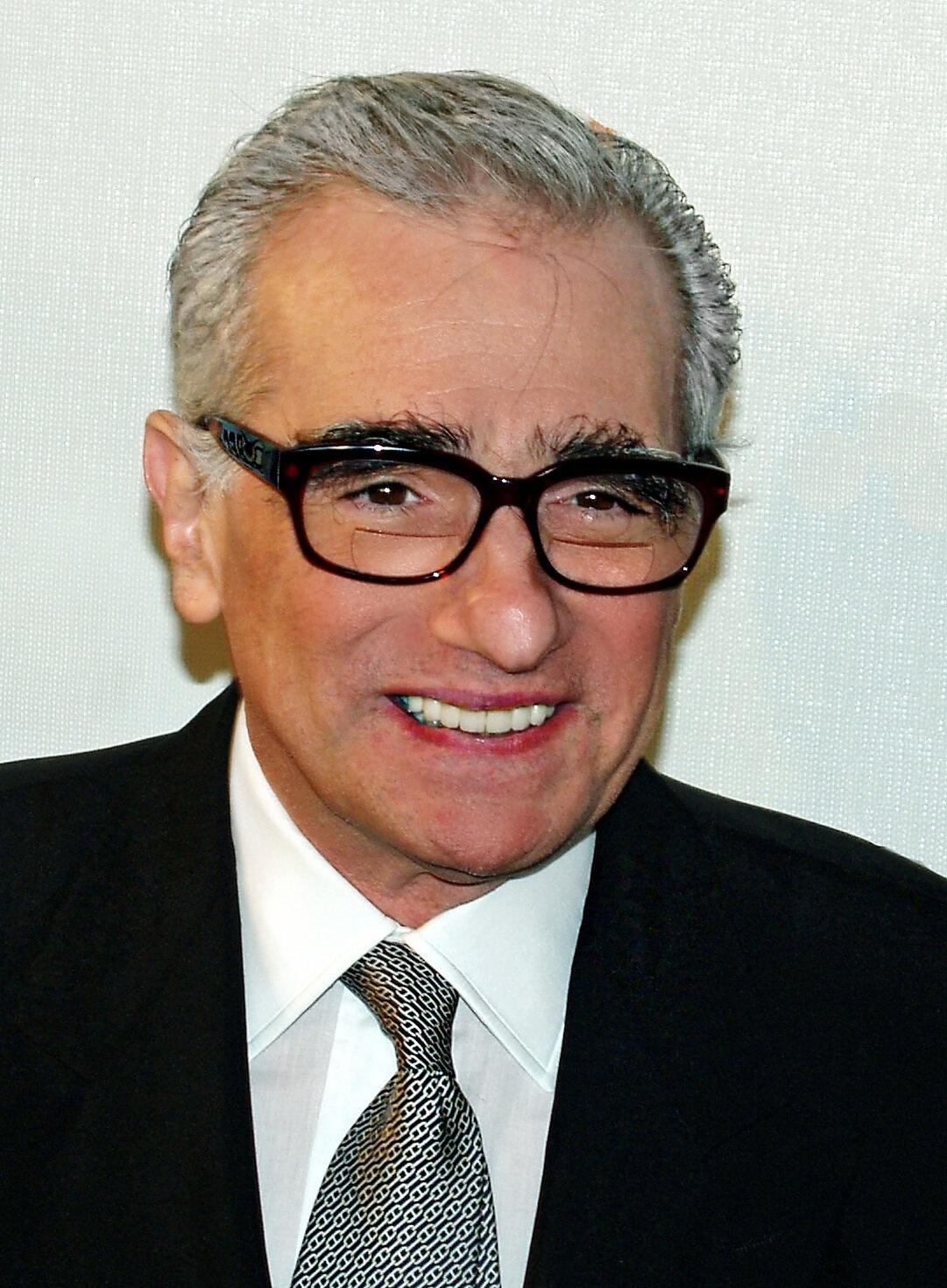
Il regista Martin Scorsese

Le riprese del film, che lo stesso Martin Scorsese definì «difficile da girare», durarono 100 giorni. La difficoltà principale per la troupe venne determinata dal fatto che le location erano molteplici, ma in ogni location veniva girata una scena di breve durata e dunque, per contrappasso, le scene lunghe erano le più facili. L'intenzione di Scorsese era di mostrare Las Vegas in maniera sfavillante e dunque diverse riprese la fanno apparire, appunto, come un gioiello. Una di queste è quella in cui, uscendo dalle nuvole, osserviamo Las Vegas immersa nel deserto: questa inquadratura venne realizzata da Saul Bass, ma progettata da Scorsese. A detta della montatrice Thelma Schoonmaker, «Scorsese ideò tutte queste cose per dare la sensazione di cosa fosse entrare in questo mondo scintillante e assurdo».
Per ricreare una Las Vegas anni settanta credibile, Scorsese si affidò allo scenografo italiano Dante Ferretti. Inizialmente, Ferretti era titubante poiché non sapeva molto della città, ma, spronato dal regista, decise di collaborare. Dietro consiglio del regista, Ferretti visionò Colpo grosso di Lewis Milestone (1960) e consultò diversi libri per capire quale fosse lo stile di Las Vegas, rendendosi conto che la città non aveva una propria impronta e dunque si era liberi di realizzare molteplici set nei modi più svariati.
Il "turbante" che sta sulla vetta del casinò Tangiers venne generato in grafica computerizzata. Fu difficile trovare un set per girare gli interni del casinò: inizialmente, la troupe cercò di girare all'interno di una vera casa da gioco, ma c'era troppo rumore e non era dunque possibile; a questo punto, Scorsese chiese di costruirne uno insonorizzato, ma la costruzione di questo set sarebbe stata troppo dispendiosa e dunque la produzione cercò un vecchio casinò in disuso. Anche stavolta, la scelta si rivelò un insuccesso: e dunque il regista decise di optare per la prima opzione, per trasmettere tramite la pellicola quelle stesse sensazioni che si provano quando ci si addentra tra le luci ed il rumore di un vero casinò.
«Vedemmo molti casinò, ma ce n'erano pochi che potessero andar bene per quel periodo. La scelta si limitava ad un paio, e dovevamo trovarne uno che ci accettasse. Perché [i proprietari] non sono nel giro del cinema e il cinema distrae la gente dal gioco» - asserì Barbara De Fina. Alla fine, fu il Riviera che accettò di ospitare le riprese della pellicola.
Le riprese all'interno della casa da gioco iniziavano a mezzanotte e finivano alle otto di mattina, quando l'afflusso di gente era minore. Scorsese disse che le prime sei settimane al Riviera furono un problema: «Certo, era bello, per quell'atmosfera reale, straordinaria [...] ma tutta quella gente, quel caos: insostenibile!».
Il primo giorno, inoltre, l'afflusso di gente incuriosita dalle riprese fu maggiore, poiché all'esterno del casinò venne affisso un cartello che avvertiva i clienti che all'interno si stavano svolgendo le riprese del film Casinò, con De Niro, Sharon Stone e Don Rickles. Verso le due, si acquietò tutto e si poté iniziare a girare in tranquillità: nella prima mattinata, invece, arrivarono gli anziani, e Scorsese li riprese mentre entravano nei locali, in una ripresa che è stata poi inserita nel finale della pellicola.
Dopo tre settimane di riprese, il regista disse che «era come se vivessero nel casinò». Per le altre riprese in interno, la troupe ottenne la licenza di girare in un museo di dinosauri ormai in disuso, dentro il quale vennero creati, in meno di un mese, i set dell'ufficio di De Niro e della sala scommesse.
Si ebbero diverse difficoltà anche con la costruzione della casa di Rothstein: «La geografia della casa era molto importante, perché c'è la scena in cui l'FBI atterra sul campo da golf». Dante Ferretti guardò moltissime case sino a quando non ne trovò una perfetta, il cui interno era però troppo piccolo: la casa venne affittata ed al proprietario venne pagato un albergo per tre mesi; la troupe si occupò di abbattere alcune pareti dell'interno della casa per fare spazio ad un grande soggiorno.
Una sala all'interno del Riviera Hotel, l'albergo all'interno del Riviera Casinò, venne riutilizzata per creare il club dei mafiosi. Tutto, come dichiarato da Scorsese, venne studiato per ricreare le atmosfere kitsch di Las Vegas.
Molte delle riprese vennero pianificate in fase di pre-produzione da Scorsese e dal direttore della fotografia, soprattutto quelle in movimento, durante le quali la luce dev'essere molto precisa. Casinò rappresenta il primo lavoro di Scorsese con Robert Richardson: una delle caratteristiche del lavoro di Richardson è l'efficace utilizzo della luce, cosa che ovviamente non poteva far altro che giovare ad un film estremo come il suddetto.

### Costumi
I costumi vennero creati da Rita Ryack e John Dunn, che confezionarono decine di abiti su misura per tutti gli attori del cast. «Il personaggio di De Niro, Rothstein, si basa su Frank "Lefty" Rosenthal, il cui guardaroba era anche più estremo di quanto abbiamo mostrato noi. [...] Sempre in completo e cravatta, ma molto estremo.» La troupe andò a trovare Rosenthal, che fece loro visionare i propri vestiti. Visionando il suo guardaroba, la Ryack capì come doveva vestire De Niro. Inoltre, Rosenthal prestò alcuni dei propri indumenti dell'epoca che ancora conservava, per donare un'ulteriore vena di realismo alla pellicola. «Su Bob, quei vestiti erano molto minacciosi». In tutto, la Ryack e Dunn confezionarono 70 completi. Anche gli occhiali da sole dovevano riflettere la personalità di Rothstein: questi vennero fatti scegliere a De Niro in persona, che optò per un modello simile a quello che usava Lew Wasserman.
La Ryack notò che, per scelta di Scorsese, i costumi sono più "classici" all'inizio della pellicola, mentre vanno accettuando il loro colore ed il loro stile a mano a mano che le cose si complicano.
Per Ginger, invece, furono realizzati circa 50 costumi. Anche per Ginger si seguì il processo dell'escalation, ma all'esatto contrario: all'inizio, quando è una regina di Las Vegas, i suoi vestiti sono colorati, sgargianti, eccessivi, mentre diventano sempre più normali a mano a mano che la sua relazione con Sam si va consumando. Da quando scappa con Lester, i vestiti diventano sempre più azzardati. Specie nell'ultima parte della pellicola, i costumi di Ginger dovevano metaforizzare la sua voglia di proteggersi e, per questo, vennero tessuti in pelle.
Fu d'aiuto per i costumisti anche la presenza di Bob Richardson, il direttore della fotografia, che accettò di riprendere anche i costumi più scintillanti e difficili.

## Distribuzione
Negli Stati Uniti, il film uscì il 22 novembre 1995, arrivando in Italia il 22 marzo 1996.

## Colonna sonora
La colonna sonora comprende molti pezzi blues, swing e rock (come Can't You Hear Me Knocking dei Rolling Stones). Il tema Contempt, che apre la colonna sonora è tratto dal film Il disprezzo di Jean-Luc Godard. Molte tracce non sono incluse nella colonna sonora ufficiale della pellicola, come Sweet Virginia dei Rolling Stones e Gimme Shelter, una costante di molti film di Scorsese (fa parte della colonna sonora del precedente Quei bravi ragazzi e del successivo The Departed - Il bene e il male).
Ecco i brani in ordine cronologico:
1. Matthaus Passion (Chicago Symphony Orchestra)
2. Angelina/Zooma, Zooma Medley (Louis Prima)
3. "Moonglow"/Love Theme From Picnic
4. You're Nobody Till Somebody Loves You (Dean Martin)
5. Sing, Sing, Sing (With a Swing) (Louis Prima)
6. 7-11 (aka Mambo #5) (The Gone All Stars)
7. Hoochie Coochie Man (Muddy Waters)
8. Fa-Fa-Fa-Fa-Fa (Sad Song) (Otis Redding)
9. Long Long While (The Rolling Stones)
10. (I Can't Get No) Satisfaction (The Rolling Stones)
11. The 'In' Crowd (Ramsey Lewis)
12. The 'In' Crowd (Dobie Gray)
13. Compared to What (Les McCann & Eddie Harris)
14. Slippin' and Slidin (Little Richard)
15. Love Is Strange (Mickey and Sylvia)
16. Heart of Stone (The Rolling Stones)
17. Love Is the Drug (Roxy Music)
18. Nel blu dipinto di blu (Volare) (Domenico Modugno)
19. Takes Two to Tango (Ray Charles & Betty Carter)
20. How High the Moon (Les Paul & Mary Ford)
21. I Ain't Superstitious (Jeff Beck e Rod Stewart)
22. Happy Birthday to You
23. Unforgettable (Dinah Washington)
24. Working in the Coal Mine (Lee Dorsey)
25. Stardust (Instrumental) (Hoagy Carmichael)
26. Stardust (Vocal) (Hoagy Carmichael)
27. What a Difference a Day Makes (Dinah Washington)
28. I'll Take You There (The Staple Singers)
29. Love Me the Way I Love You (Jerry Vale)
30. Let's Start All Over Again (The Paragons)
31. Sweet Virginia (The Rolling Stones)
32. Basin Street Blues/When It's Sleepy Time Down South (Louis Prima)
33. Stella by Starlight (Ray Charles)
34. Boogaloo Down Broadway (The Fantastic Johnny C.)
35. Sweet Dreams (Emmylou Harris)
36. Can't You Hear Me Knocking (The Rolling Stones)
37. Toad (Cream)
38. Those Were the Days (Cream)
39. Hurt (Timi Yuro)
40. The Glory of Love (The Velvetones)
41. Nights in White Satin (The Moody Blues)
42. Walk on the Wild Side (Jimmy Smith)
43. Gimme Shelter (live) (The Rolling Stones)
44. Gimme Shelter (The Rolling Stones)
45. EEE-O Eleven (Sammy Davis Jr.)
46. I'll Walk Alone (Don Cornell)
47. Sunrise (Prelude From "2001: A Space Odyssey") (Chicago Symphony Orchestra)
48. That's the Way I Like It
49. Venus
50. Flight of the Bumblebee (Jascha Helfetz)
51. Contempt/Theme de Camille (Georges Delerue)
52. Whip It (Devo)
53. Ain't Got No Home (Clarence 'Frogman' Henry)
54. Without You (Nilsson)
55. I'm Sorry (Brenda Lee)
56. Go Your Own Way (Fleetwood Mac)
57. I'm Confessin' (That I Love You) (Louis Prima & Keely Smith)
58. The Thrill Is Gone (B.B. King)
59. (I Can't Get No) Satisfaction (Devo)
60. Who Can I Turn to (When Nobody Needs Me) (Tony Bennett)
61. Harbour Lights (The Platters)
62. House of the Rising Sun (The Animals)
63. Stardust (Hoagy Carmichael) (reprise)

### Pubblicazione
Dalla colonna sonora fu tratto un doppio compact disc, selezionato e prodotto da Robbie Robertson, quindi pubblicato dalla MCA Records.

#### Disco uno
1. Contempt/Theme de Camille (Georges Delerue)
2. Angelina/Zooma, Zooma Medley (Louis Prima)
3. Hoochie Coochie Man (Muddy Waters)
4. I'll Take You There (The Staple Singers)
5. Nights in White Satin (The Moody Blues)
6. How High the Moon (Les Paul & Mary Ford)
7. Hurt (Timi Yuro)
8. Ain't Got No Home (Clarence 'Frogman' Henry)
9. Without You (Nilsson)
10. Love Is the Drug (Roxy Music)
11. I'm Sorry (Brenda Lee)
12. Go Your Own Way (Fleetwood Mac)
13. The Thrill Is Gone (B.B. King)
14. Love Is Strange (Mickey and Sylvia)
15. The 'In' Crowd (Ramsey Lewis)
16. Stardust (Hoagy Carmichael)

#### Disco due
1. Walk on the Wild Side (Jimmy Smith)
2. Fa-Fa-Fa-Fa-Fa (Sad Song) (Otis Redding)
3. I Ain't Superstitious (Jeff Beck e Rod Stewart)
4. The Glory of Love (The Velvetones)
5. (I Can't Get No) Satisfaction (Devo)
6. What a Difference a Day Makes (Dinah Washington)
7. Working in a Coalmine (Lee Dorsey)
8. House of the Rising Sun (Eric Burdon)
9. Those Were the Days (Cream)
10. Who Can I Turn to (When Nobody Needs Me) (Tony Bennett)
11. Slippin' and Slidin' (Little Richard)
12. You're Nobody Till Somebody Loves You (Dean Martin)
13. Compared to What (Les McCann & Eddie Harris)
14. Basin Street Blues/When It's Sleepy Time Down South (Louis Prima)
15. Matthaus Passion (Chicago Symphony Orchestra)

## Accoglienza
Il film venne realizzato con un budget di 52000000 $ e venne proiettato per la prima volta il 22 novembre 1995 a New York. Nel primo week-end di apertura negli Stati Uniti ricavò 9946480 $, e quando venne ritirato dalle sale americane, aveva incassato più di 42000000 $ (quarantesimo posto della classifica annuale nazionale) a cui vanno aggiunti più di 7 milioni di sterline solo nel Regno Unito; in Italia il film incassò l'equivalente di più di 4000000 € attuali; in tutto il mondo, il film guadagnò all'incirca 116112375 $, posizionandosi al ventisettesimo posto degli incassi mondiali di quell'anno.
La diffusione in VHS e in videonoleggio fruttò ai produttori del film altri 20 milioni di dollari.

### Critica
Barbara De Fina notò che il ritorno di Scorsese sui temi della mafia poteva essere frustrante per il regista, che invece avrebbe voluto esplorare altri temi e si trovava il pubblico che lo incitava a fare film sui mafiosi che sa dirigere così bene. Lo stesso Scorsese disse che il punto debole che molti avevano riconosciuto è da vedersi nella presenza di troppe sottotrame, digressioni e varie, che molti invece apprezzavano.
Il dizionario Morandini assegna al film un giudizio sintetico di 3½ stelle su un massimo di 5, mentre Il Mereghetti gli conferisce il massimo punteggio (4 stelle), parlandone apertamente come di uno straordinario capolavoro.
Kenneth Turan del Los Angeles Times ha scritto su questo film: «Martin Scorsese è un maestro del cinema, così abile nella manipolazione delle immagini da essere definito il più competente dei registi americani in attività», e Kevin Laforest del Montreal Film Journal ha scritto «Non è perfetto come Quei bravi ragazzi ma è altrettanto grande». Viceversa Robert Roten ha duramente stroncato il film definendolo «pieno di buone occasioni sprecate».

## Riconoscimenti
- 1996 - Premio Oscar
  - Candidatura per la miglior attrice a Sharon Stone
- 1996 - Golden Globe
  - Miglior attrice in un film drammatico a Sharon Stone
  - Candidatura per il miglior regista a Martin Scorsese
- 1995 - Chicago Film Critics Association Award
  - Candidatura per il miglior regista a Martin Scorsese
  - Candidatura per la migliore attrice a Sharon Stone
- 1996 - Eddie Award
  - Candidatura per il miglior montaggio a Thelma Schoonmaker
- 1996 - Dallas-Fort Worth Film Critics Association Awards
  - Candidatura per la miglior attrice protagonista a Sharon Stone
- 1996 - MTV Movie Award
  - Candidatura per la miglior performance femminile a Sharon Stone
  - Candidatura per il miglior cattivo a Joe Pesci
- 1997 - Nastro d'argento
  - Migliore scenografia a Dante Ferretti
  - Miglior doppiaggio maschile a Gigi Proietti
  - Candidatura per il regista del miglior film straniero a Martin Scorsese